# Distretto elettorale di Okankolo
Il distretto elettorale di Okankolo è un distretto elettorale della Namibia situato nella Regione di Oshikoto con 15.831 abitanti al censimento del 2011. Il capoluogo è la città di Okankolo.